# Claudia de Francisco
María Claudia de Francisco Zambrano (Cali, 30 de septiembre de 1955) es una ingeniera industrial, economista, empresaria y política colombiana.
Se ha desempeñado como Secretaria de Hacienda de Bogotá y Ministra de Comunicaciones de Colombia, además de dedicarse al sector privado.

## Biografía
Nació en Cali, en septiembre de 1955, hija de Hernando de Francisco Quintana y de Lola Zambrano. Posteriormente su familia se trasladó a Bogotá, donde Claudia conocería a Rafael Pardo con quien contrajo nupcias el 27 de junio de 1982. 
En 1986 se vincula al proyecto político de la Nueva Fuerza Democrática, que lideraba el entonces concejal bogotano Andrés Pastrana, cuya campaña a la Alcaldía Mayor en 1988 gerenció. Tras la victoria de Pastrana, fue nombrada Secretaria de Hacienda, cargo que ejerció durante todo el bienio. Dedicada nuevamente al sector privado, apoyó las campañas presidenciales de Pastrana en 1994 y 1998, y fue nombrada por este como su primera Ministra de Comunicaciones al posesionarse de la Presidencia el 7 de agosto de 1998. 
Estuvo casada con el exministro de Defensa, exsenador y excandidato a la Presidencia de la República por el Partido Liberal Rafael Pardo Rueda, con quien tiene tres hijas.
En 2012 incursionó como empresaria de Revertrex al lado de Amparo Grisales, producto sancionado por publicidad engañosa.